# 이케우치촌
이케우치촌(일본어: 池内村)은 일본 교토부 가사군에 설치되었던 촌이다. 현재의 마이즈루시 중부에 해당한다.

## 역사
- 1889년 4월 1일 - 정촌제 시행에 의해 9촌의 구역을 가지고 성립하였다.
- 1936년 8월 1일 - 마이즈루정에 편입, 동일 이케우치촌은 폐지되었다.

## 교통

### 도로
현재는 구촌 지역에 마이즈루 와카사 자동차도 마이즈루니시 나들목이 있지만, 당시에는 미개통 상태였다.

## 참고문헌
- 가도카와 일본 지명 대사전 26 京都府